# Karl Fredenhagen
Karl (Hermann Heinrich Philipp) Fredenhagen (Loitz, Vorpommern-Greifswald, 11 de maio de 1877 – Greifswald, 4 de abril de 1949) foi um físico-químico alemão.

## Vida
Avô do físico matemático Klaus Fredenhagen. Estudou na Universidade de Hannover, Universidade Técnica de Darmstadt, Universidade de Leipzig e Universidade de Göttingen, onde obteve em 1901 um doutorado, orientado por Walther Nernst, com a tese Zur Theorie der Oxydations- und Reduktionsketten. Foi em seguida assistente de H. Th. Simon. Mais tarde foi assistente de Wilhelm Ostwald e Theodor des Coudres em Leipzig, onde obteve a habilitação em 1906. Em 1923 assumiu a cátedra de físico-química na Universidade de Greifswald, onde permaneceu até 1945.
Em 1928 solicitou uma patente para um "processo de extração eletrolítica de flúor".

## Obras
- Grundlagen für den Aufbau einer Theorie der Zweistoffsysteme. Mit einer biographischen Einleitung von Kurt Wiechert. Akademie-Verlag, Berlim 1950.